# Iván Castellani
Iván Castellani (Padova, 19 gennaio 1991) è un pallavolista argentino.
Gioca nel ruolo di opposto nel Maaseik.

## Palmarès

### Nazionale (competizioni minori)
- Campionato sudamericano Under-21 2008
- Coppa Panamericana 2010
- Campionato mondiale Under-21 2011
- Giochi panamericani 2011
- Memorial Hubert Wagner 2012